# 発寒駅
発寒駅（はっさむえき）は、北海道札幌市西区発寒9条13丁目にある、北海道旅客鉄道（JR北海道）函館本線の駅である。駅番号はS05。電報略号はサム。

## 歴史
もともと、この地一帯は牧場や畑が広がっていた。函館本線開通後昭和後期まで、手稲・琴似駅間には駅が無く、両駅は遠く離れていることから、不便を感じた当時の地主が土地を提供し発寒駅が開設された、という話が駅南口の「発寒駅開設記念碑」に記されている。またその土地（牧場）の跡地は、駅南側にある札幌市立西小学校の東隣にある。

### 年表
- 1986年（昭和61年）11月1日：日本国有鉄道の駅として開業[新聞 1]。旅客のみ取扱い[新聞 3]。駅業務は、日本交通観光社（旅の日交観）が受託。[要出典]1日上り93本・下り86本の全ての普通列車が停車[3]。
- 1987年（昭和62年）4月1日：国鉄分割民営化により、北海道旅客鉄道（JR北海道）の駅となる。
- 1988年（昭和63年）4月1日：業務委託駅から直営駅になる[新聞 4]。
- 1998年（平成10年）12月3日：自動改札機を設置し、供用開始[4]。
- 2001年（平成13年）4月1日：駅業務を「日交観北海道」（現・北海道ジェイ・アール・サービスネット）に委託[新聞 2]。
- 2007年（平成19年）10月1日：駅ナンバリングを実施（S05）[報道 1]。
- 2008年（平成20年）10月25日：ICカード「Kitaca」使用開始[報道 2]。
- 2010年（平成22年）2月25日：バリアフリー化完成[報道 3]。

## 駅構造
相対式ホーム2面2線（ホーム長：180m）を持つ橋上駅である。
手稲駅管理の業務委託駅（北海道ジェイ・アール・サービスネット）である。みどりの窓口、自動券売機、話せる券売機、自動改札機が設置されている。
跨線橋式の自由通路が目立つが、これは札幌市が維持管理する施設のため、JR北海道としての駅舎の規模は小さい。

### のりば
| 番線 | 路線      | 方向 | 行先                         |
| ---- | --------- | ---- | ---------------------------- |
| 1    | ■函館本線 | 上り | 手稲・小樽・倶知安方面       |
| 2    | ■函館本線 | 下り | 札幌・岩見沢・新千歳空港方面 |

（出典：JR北海道:駅の情報検索）

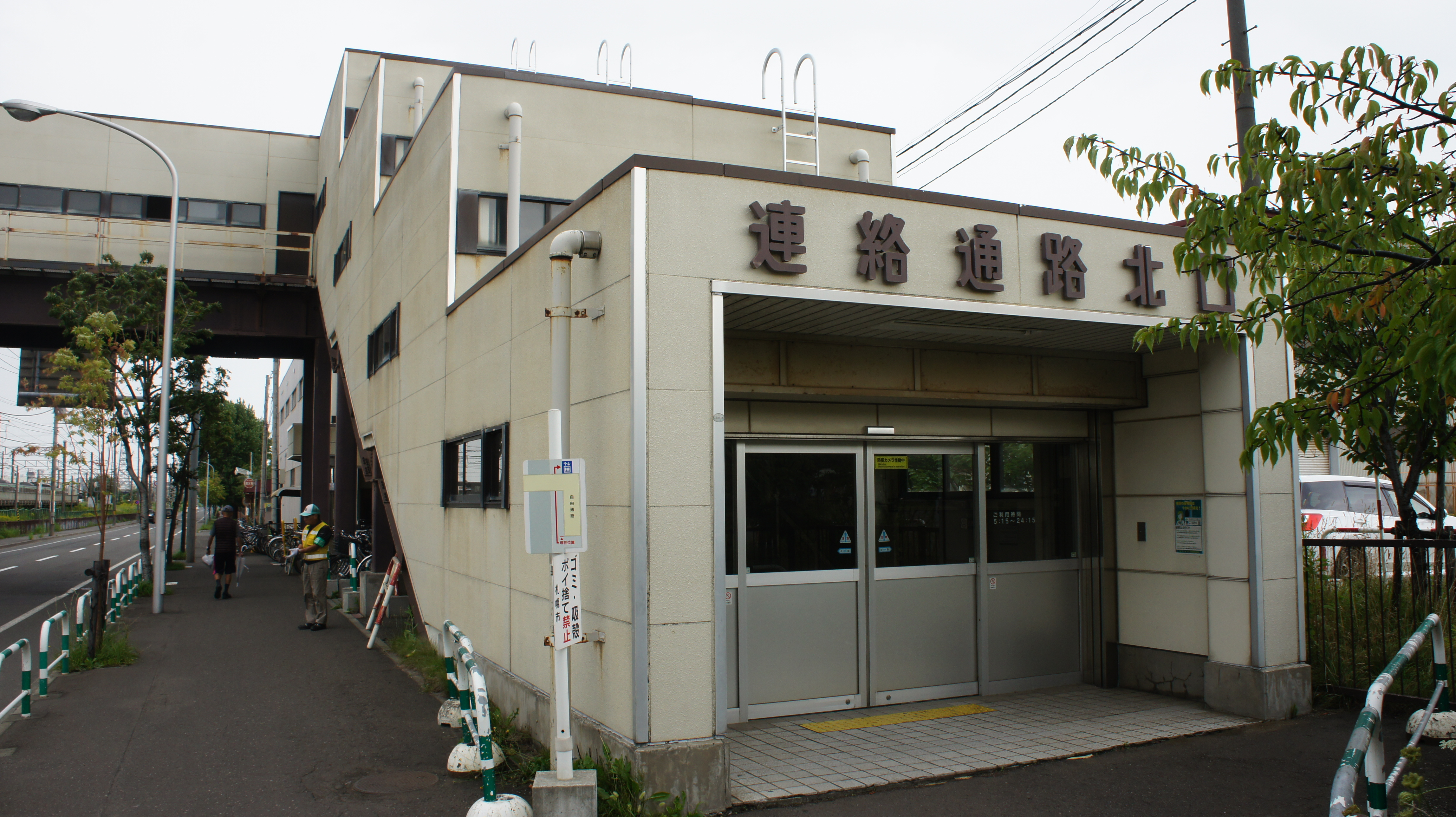
連絡通路北口（2018年8月）
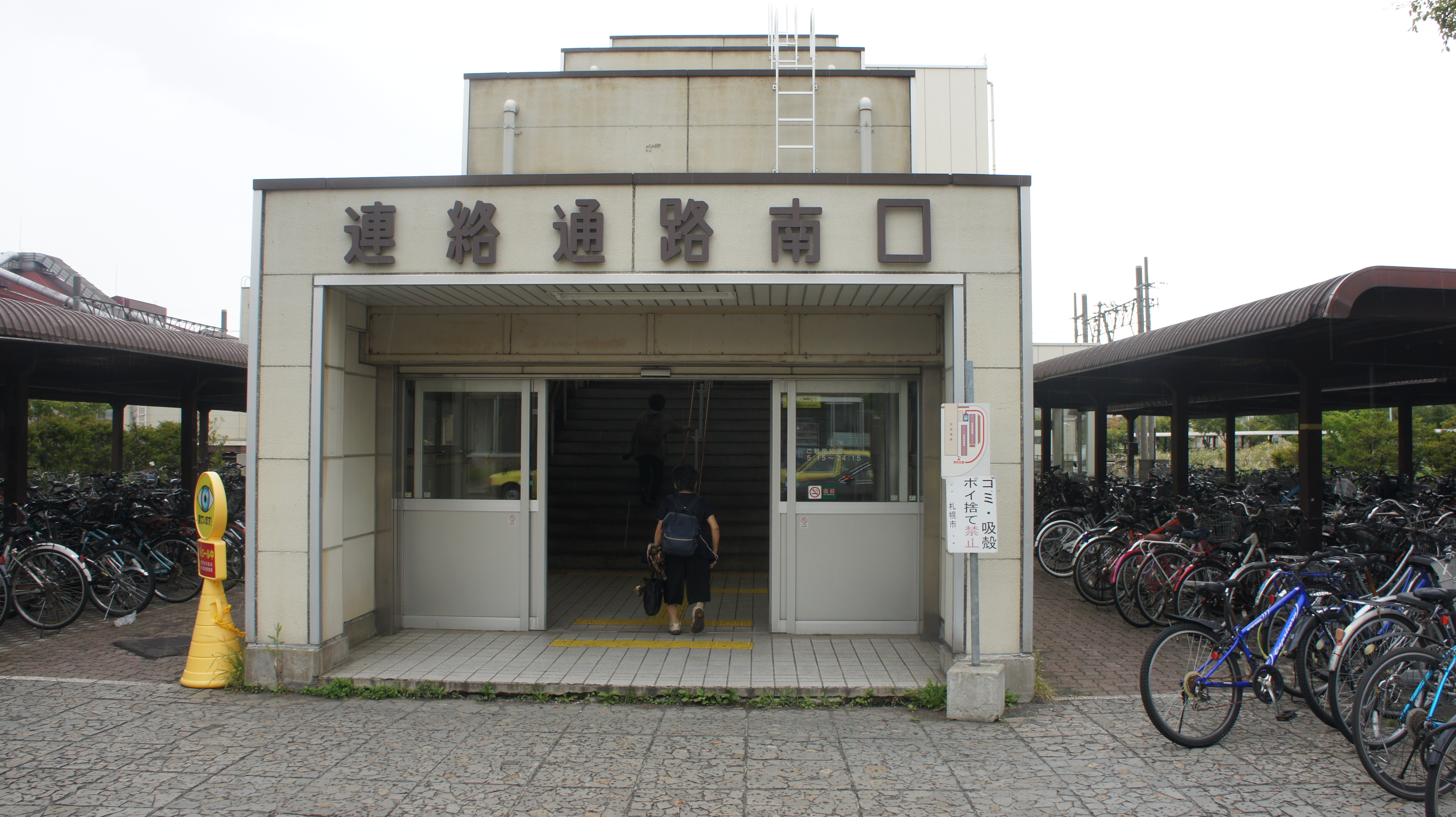
連絡通路南口（2018年8月）
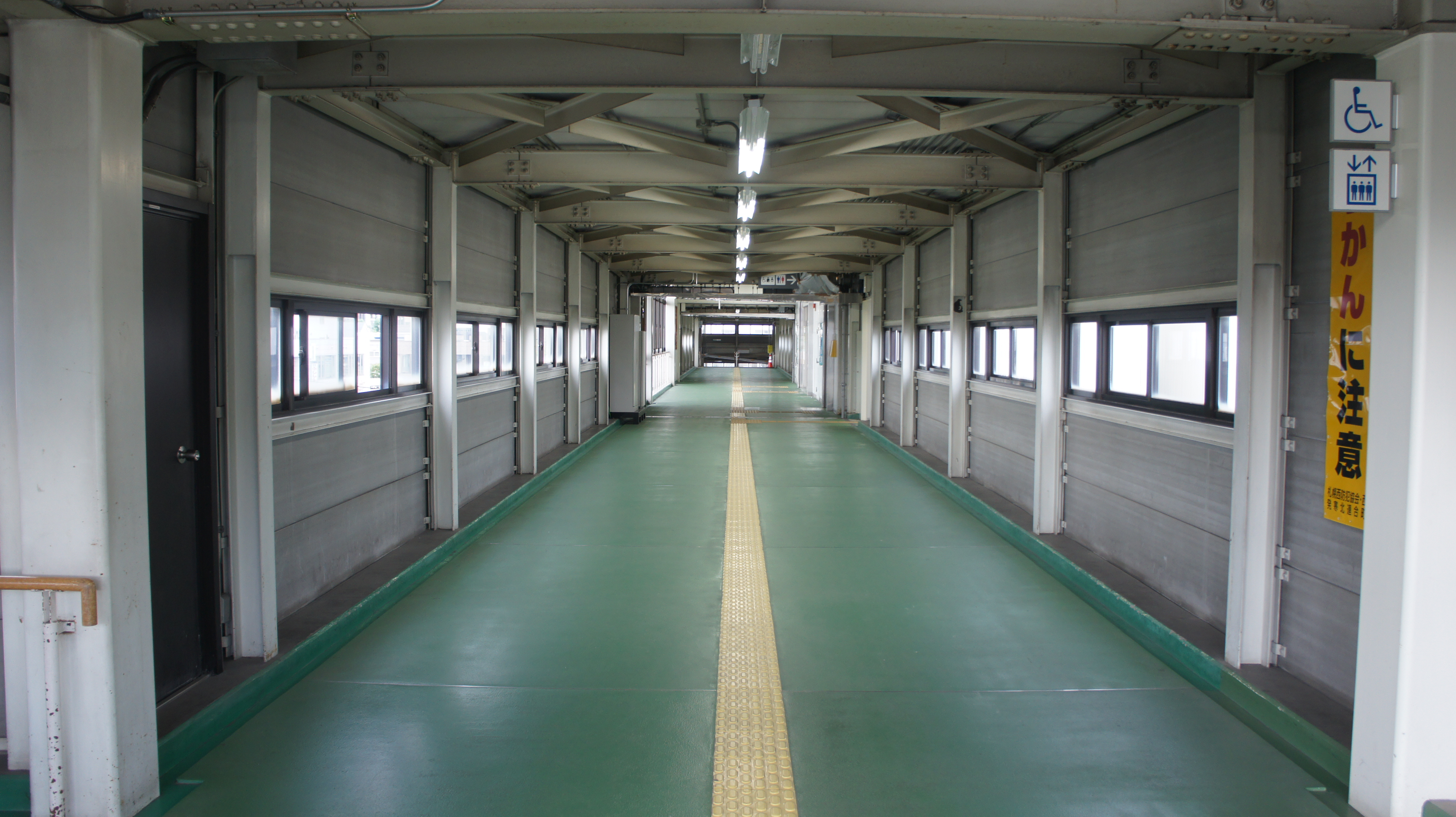
連絡通路内（2018年8月）
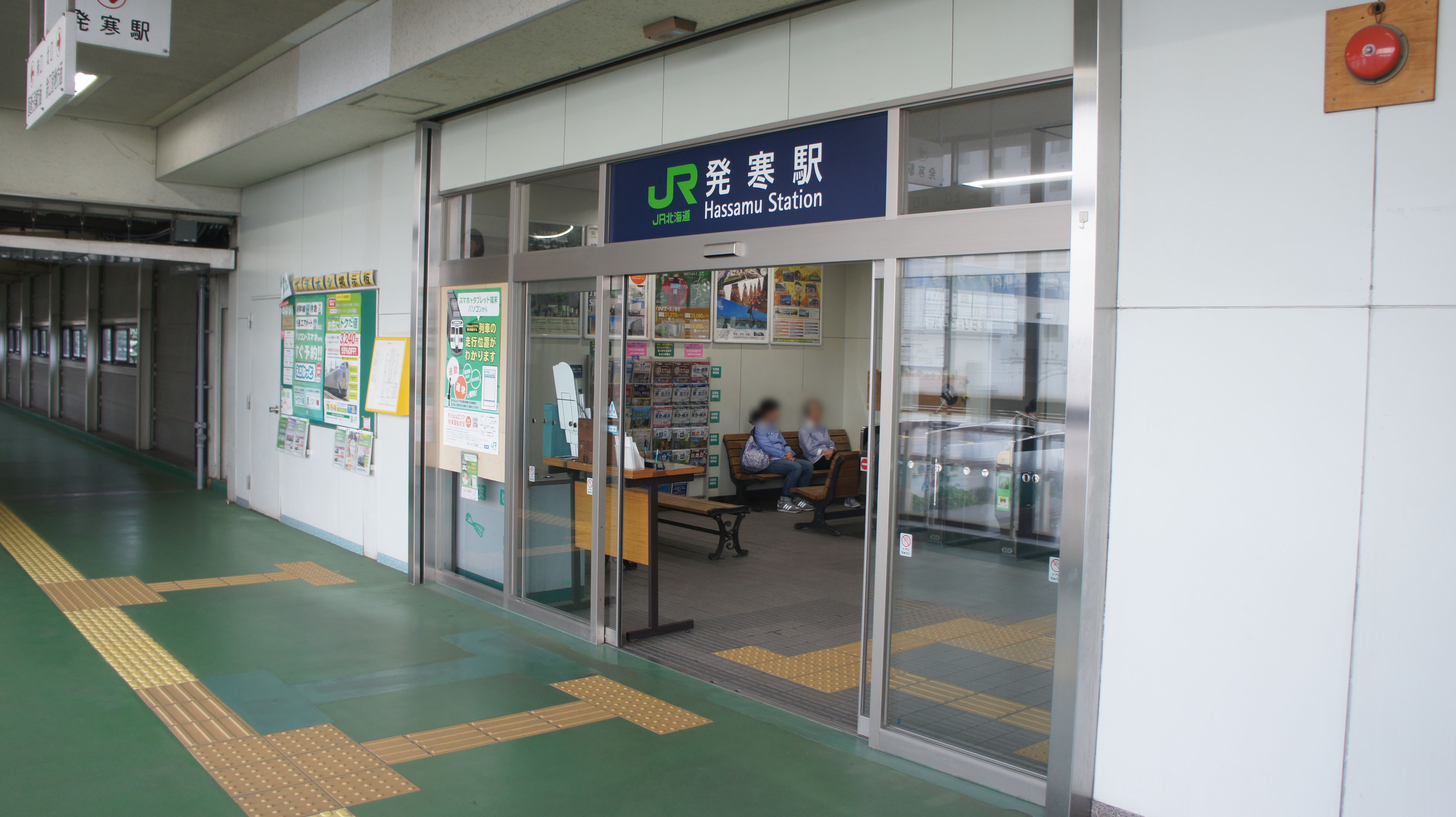
駅出入口（2018年8月）
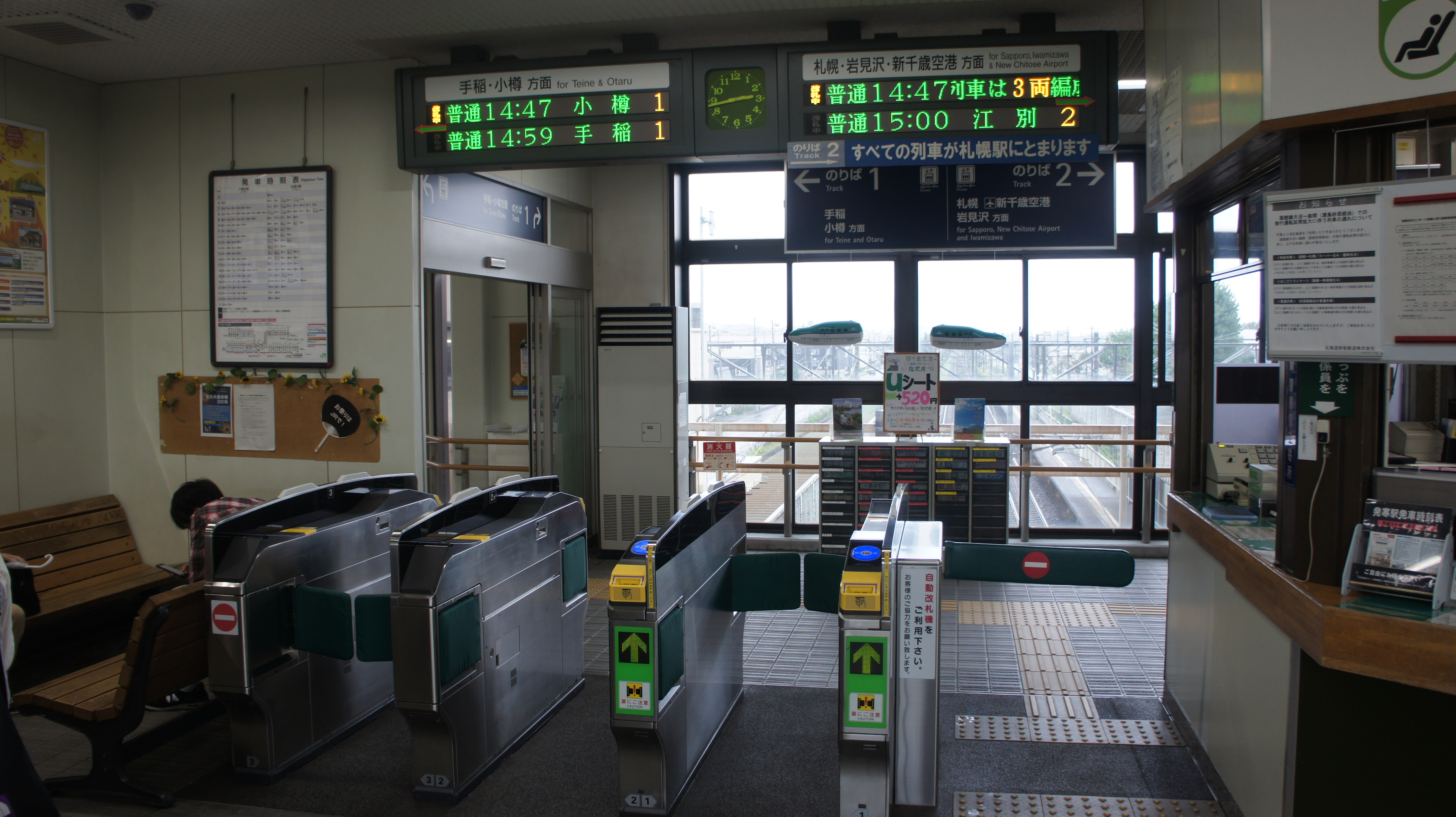
改札口（2018年8月）
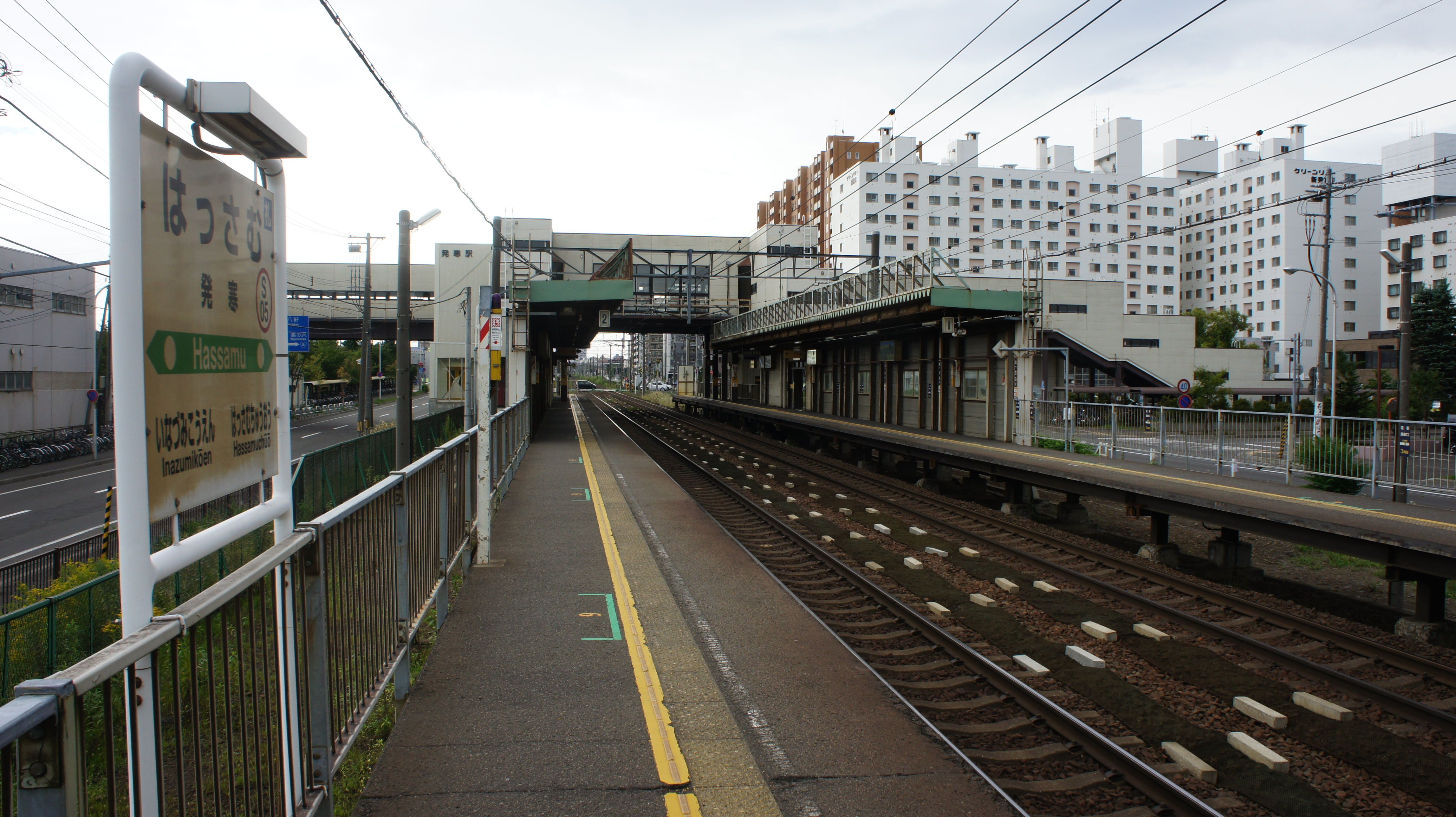
ホーム（2018年8月）

## 利用状況
「札幌の都市交通データ」によると、2019年（令和元年）度の1日平均乗車人員は4,526人である。
近年の1日平均乗車人員の推移は以下のとおりである。
| 年度               | 1日平均 乗車人員 | 出典  |
| ------------------ | ---------------- | ----- |
| 1990年（平成02年） | 2,469            | [ 6 ] |
| ：                 |                  |       |
| 1995年（平成07年） | 3,045            | [ 6 ] |
| ：                 |                  |       |
| 2000年（平成12年） | 2,449            | [ 6 ] |
| 2001年（平成13年） | 2,421            |       |
| 2002年（平成14年） | 2,388            |       |
| 2003年（平成15年） | 2,526            |       |
| 2004年（平成16年） | 2,686            | [ 6 ] |
| 2005年（平成17年） | 2,789            | [ 6 ] |
| 2006年（平成18年） | 3,283            | [ 6 ] |
| 2007年（平成19年） | 3,556            | [ 6 ] |
| 2008年（平成20年） | 3,721            | [ 6 ] |
| 2009年（平成21年） | 3,830            | [ 6 ] |
| 2010年（平成22年） | 4,014            | [ 6 ] |
| 2011年（平成23年） | 4,170            | [ 6 ] |
| 2012年（平成24年） | 4,293            | [ 6 ] |
| 2013年（平成25年） | 4,388            | [ 6 ] |
| 2014年（平成26年） | 4,426            | [ 6 ] |
| 2015年（平成27年） | 4,420            | [ 6 ] |
| 2016年（平成28年） | 4,548            | [ 6 ] |
| 2017年（平成29年） | 4,548            | [ 6 ] |
| 2018年（平成30年） | 4,581            | [ 6 ] |
| 2019年（令和元年） | 4,526            | [ 5 ] |

## 駅周辺
工業地帯の中にあり、周辺には工場が林立しているが、2000年代後半以降は大型商業施設「イオンモール札幌発寒」の開業や、大規模マンション「パークスクエア札幌発寒」（住友不動産が分譲）の完成など、駅周辺の姿は変化してきている。
駅北口
- 北海道道452号下手稲札幌線（下手稲通）
- 鉄工団地通
- 札幌鉄工団地
  - JFE条鋼北海道支店・豊平製造所
- 北海道札幌琴似工業高等学校
- 鉄工団地自動車学園

駅南口
- 札幌市営地下鉄東西線宮の沢駅（代替輸送指定駅）
- 国道5号（札幌新道）
- 二十四軒手稲通
- 札樽自動車道札幌西インターチェンジ
- 札幌発寒駅前郵便局
- 遠軽信用金庫宮の沢支店
- 木工団地
- イオンモール札幌発寒 - 2006年（平成18年）10月26日に「イオン札幌発寒ショッピングセンター」として開業した[新聞 5]。
- DCMホーマック発寒追分通店
- 生活協同組合コープさっぽろ本部
- 北海道コンサドーレ札幌屋外練習場

## バス路線
かつては南口駅前広場や駅北口に面してバス停が設置されていた時期があったが、いずれも路線廃止や経路変更により廃止され、2021年4月1日時点では駅からやや離れた道路上の停留所を通る路線のみとなっている。
近隣にあるバス停留所は以下の2箇所。路線詳細は事業者・営業所記事参照。
- 「JR発寒駅前」（北海道中央バス新川営業所）[7]
  - 西44 新川営業所行、宮の沢駅（宮の沢バスターミナル）行
- 「発寒駅通」（ジェイ・アール北海道バス札樽線）[8]
  - 循環宮46 新陵中学校前・共栄橋方面循環
  - 宮42 手稲駅南口・手稲山口団地行
  - 宮42・循環宮46・宮46 地下鉄宮の沢駅前行

## 隣の駅
北海道旅客鉄道
■函館本線
稲積公園駅 (S06) - 発寒駅 (S05) - 発寒中央駅 (S04)

### 報道発表資料
1. ↑  『駅番号表示（駅ナンバリング）を実施します』（PDF）（プレスリリース）北海道旅客鉄道、2007年9月12日。2014年9月6日閲覧。
2. ↑  『Kitacaサービス開始日決定について』（PDF）（プレスリリース）北海道旅客鉄道、2008年9月10日。2015年6月12日閲覧。
3. ↑  『発寒駅・厚別駅バリアフリー化完成 改札内エレベーターを2月25日から遂次使用開始します!』（PDF）（プレスリリース）北海道旅客鉄道、2010年2月15日。オリジナルの2020年7月8日時点におけるアーカイブ。2020年7月8日閲覧。

### 新聞記事
1. 1 2  “新駅はや通勤ラッシュ ローカル線には代替バス”. 北海道新聞 (北海道新聞社). (1986年11月1日)
2. 1 2 3  “JR北海道が5駅業務委託”. 交通新聞 (交通新聞社):  p. 1. (2001年3月19日)
3. ↑  “日本国有鉄道公示第88号”. 官報. (1986年9月29日)
4. ↑  “JR北海道、委託8駅を直営に。”. 日本経済新聞 (日本経済新聞社):  p. 1. (1984年3月24日)
5. ↑  “道内小売動向 年末控え出店・改装相次ぐ”. 日本食糧新聞 (日本食糧新聞社). (2006年10月30日)